# مهرزنی

ماشین پرس

مهرزنی (پرس کاری) فرایندی است که در آن صفحهٔ صاف فلز به صورت سیم پیچ ورق یا ورق صاف وارد دستگاه مهر زنی می‌شود و در آن توسط یک ابزار و یک قالب، تحت فشار قرار گرفته و شکل نهایی را تولید می‌کند. فرایند مهرزنی، فرایندهای شکل‌دهی ورق مختلفی همچون، منگنه زنی توسط ماشین پرس یا مهرزنی، منبت کاری، خم کاری، حکاکی، فلنج زنی و سکه زنی را شامل می‌شود. مهر زنی می‌تواند تک مرحله‌ای باشد؛ به این صورت که هر ضربهٔ دستگاه پرس، شکل مطلوب ورق فلز را تولید کند یا اینکه می‌تواند از سلسله‌ای از مراحل ضربه زنی تشکیل شود. از این فرایند معمولاً برای ورق فلز استفاده می‌شود، اما برای مواد دیگر مثل پلی استایرن نیز مورد استفاده قرار می‌گیرد.

## تاریخچه
در دهه ۱۹۸۰، قطعات مهرزنی شده برای تولید دوچرخه‌ها به صورت انبوه استفاده می‌شدند. مهرزنی جایگزین آهنگری با قالب و ماشین کاری شد، که منجر به کاهش هزینهٔ تولید به طرز قابل توجهی شد. اگرچه که این قطعات به اندازهٔ قطعات آهنگری شده‌استحکام ندارند؛ اما دارای کیفیت قابل قبولی‌اند.
تا سال ۱۸۹۰ قطعات دوچرخه که با مهرزنی تولید شده بودند از آلمان به ایالات متحدهٔ آمریکا وارد می‌شدند. بعد از آن شرکت‌های آمریکایی شروع به ساخت این قطعات در داخل کشور، به وسیلهٔ دستگاه‌های مهرزنی ای که توسط ماشین سازی‌های آمریکایی ساخته شده بودند، پرداختند. به سبب تحقیقات و توسعه‌های شکل گرفته در آن دوره، شکرت وسترن ویل (به انگلیسی Western Wheel) قادر بود تا بیشتر قطعات مهرزنی شدهٔ دوچرخه را تولید کند.
چند شرکت تولیدکننده خودرو قبل از شرکت فورد موتور استفاده از قطعات مهرزنی شده در محصولات خود را به تصویب رساندند. هنری فورد در برابر توصیه‌های مهندسینش برای استفاده از قطعات مهرزنی شده مقاومت می‌کرد، اما هنگامی که شرکت نتوانست با قطعات آهنگری شده نیاز و تقاضای بازار را برآورده کند؛ هنری فورد مجبور شد تا از قطعات مهرزنی شده‌استفاده کند.

## انواع عملیات
خم‌کاری (به انگلیسی bending): ماده در طول یک خط راست تغییر شکل می‌دهد یا خم می‌شود.
فلنج زنی (به انگلیسی flanging): ماده در طول یک منحنی خم می‌شود.
منبت کاری (به انگلیسی embossing): ماده در یک تورفتگی کم عمق بسط داده می‌شود. اساساً برای اضافه کردن طرح‌های تزیینی استفاده می‌شود.
حکاکی (به انگلیسی blanking): یک تکه از ورق ماده، عمدتاً برای ایجاد یک فضای خالی برای فرایندهای بعدی بریده می‌شود.
سکه زنی (به انگلیسی coining): یک طرح توسط تحت فشار قرار دادن ماده به وجود می‌آید. به صورت سنتی برای تولید سکه استفاده می‌شده‌است.
کشش (به انگلیسی drawing): سطح یک صفحه با کنترل جریان ماده کشیده شده و شکل جدیدی به خود می‌گیرد.

بسط دهی (به انگلیسی stretching): سطح ورق ماده توسط کشیدن آن افزایش پیدا می‌کند؛ بدون اینکه لبه‌های ورق به داخل حرکت کنند. عمدتاً برای تولید بدنهٔ خودرو استفاده می‌شود.

فرایند لبه زنی

اتو زنی (به انگلیسی ironing): ماده در راستای یک دیوار عمودی تحت فشار قرار می‌گیرد و ضخامت آن کاهش پیدا می‌کند. از این روش معمولاً برای تولید قوطی‌ها ی نوشابه و کارتریج مهمات استفاده می‌شود.
گردنه زنی (به انگلیسی necking): مورد استفاده قرار می‌گیرد تا قطر انتهای باز یک رگ یا لوله را کاهش دهد.
حلقه زنی (به انگلیسی curling): تغییر شکل ماده به صورت لوله‌ای. لوله‌های در مثل پرکاربردی برای این فرایند است.
لبه زنی (به انگلیسی hemming): تا کردن لبهٔ ورق به منظور افزایش ضخامت. لبه‌های درهای خودروها معمولاً با همین روش لبه زنی می‌شوند.

## روان کاری در مهرزنی
تریبولوژی  این فرایند نشان می‌دهد که برای محافظت از ابزار و قالب در برابر خراشیده شدن یا پوسته پوسته شدن به خاطر اسطکاک، نیازمند یک روان‌ساز هستیم. روان‌ساز ورق فلز و قطعهٔ نهایی را نیز از خوردگی سطح محافظت می‌کند و به‌طور همزمان جریان مادهٔ الاستیک را نیز تسهیل می‌کند و مانع از به وجود آمدن پارگی، شکاف و چین خوردگی در آن می‌شود. انواع متفاوتی از روان‌سازها برای این کار وجود دارد. بعضی از روان‌سازها پایهٔ روغن گیاهی و معدنی دارند، بعضی برپایهٔ چربی اند، برخی گرافیت، و بعضی دیگر بر پایهٔ صابون و آکریلیک اند، که به صورت یک لایهٔ نازک خشک استفاده می‌شوند. جدیدترین تکنولوژی در این صنعت، روان‌سازهای سنتز شده‌ای هستند که پایهٔ پلیمری دارند؛ این این روان‌سازها با اسامی روانکارهای بدون روغن یا غیر روغنی نیز شناخته می‌شوند. اصطلاح روان‌ساز با پایهٔ آب به دسته‌بندی گسترده‌تری اشاره می‌کند که تعداد بیشتری از روان‌سازهای با ترکیب پایه روغنی یا پایه چربی، که به صورت سنتی استفاده می‌شدند را شامل می‌شود.

## شبیه‌سازی
شبیه‌سازی شکل‌دهی ورق یک تکنولوژی است که فرایند مهرزنی ورق فلز را شبیه‌سازی کرده و عیوب معمول مانند شکاف‌ها، چین خوردگی‌ها، برگشت فنری و نازک شدگی ماده را پیش‌بینی می‌کند. این تکنولوزی یکی از کاربردهای خاص روش اجزا محدود غیر خطی است. این تکنولوژی فواید زیادی برای صنعت تولید دارد؛ به خصوص صنعت خودروسازی که زمان رسیدن به بازار و هزینه و تولید ناب در آن بسیار مورد اهمیت اند تا به موفقیت شرکت منجر شود.
تحقیقات اخیر که در اکتبر ۲۰۰۶ توسط شرکت تحقیقاتی آبردین (Aberdeen research company) انجام شد، نشان داد که تأثیرگذارترین تولیدکنندگان، وقت بیشتری را صرف شبیه‌سازی فرایند در طول پیشرفت محصول و جمع‌آوری اطلاعات به دست آمده تا انتها ی پروژه‌ها ی خود می‌کنند.
شبیه‌سازی فرایند مهرزنی هنگامی استفاده می‌شود که طراح یک قطعهٔ ورق فلزی یا یک ابزار ساز می‌خواهد تا احتمال صحیح و سالم تولید شدن قطعهٔ نهایی را داشته باشد بدون اینکه هزینه‌ای بابت ساخت یک قطعهٔ فیزیکی پرداخت کند. شبیه‌سازی فرایند مهرزنی این امکان را می‌دهد تا با صرف کسری از هزینهٔ ساخت نمونهٔ فیزیکی، فرایند را بر روی کامپیوتر و در یک فضای مجازی شبیه‌سازی کرده و به نتیجه‌ای با دقت قابل قبول رسید.
نتایج به دست آمده از شبیه‌سازی مهرزنی ورق فلزی این امکان را به طراحان می‌دهد تا به سرعت طراحی خود را بهینه کرده و هزینهٔ تولید را کاهش دهند.

## مهرزنی میکرو
درحالی که مفهوم مهرزنی ورق‌های فلزی به‌طور سنتی استفاده در ابعاد ماکرو را در ذهن تداعی می‌کند، گرایش به کوچک سازی تحقیقات را به سمت مهرزنی میکرو سوق داده است. همین فرایند در ابعاد میکرو کاربردهایی نظیر: اتصال دهنده‌ها و بدنه‌های الکتریکی، دستگاه‌های اپتیکی، میکرو فنرها برای میکرو سوییچ‌ها، میکرو روپوش‌ها برای تفنگ‌های الکترونی و میکرو بسته‌بندی، میکرو لمینیت‌ها برای میکرو موتورها و تجهیزات سیالاتی، میکرو چرخدنده‌ها برای میکرو تجهیزات مکانیکی، میکرو چاقوها برای جراحی و میکرو کانال‌ها برای جلوگیری از خوردگی را دارند که بیان گر استفادهٔ مداوم آن در زندگی هرروزهٔ بشر است و اهمیت بالای این فرایند را می‌رساند.

## مهرزنی پیش پیش رونده
progressive die stamping یک روش فلزکاری محسوب میشود که می تواند شامل punching، سکه زنی، خم کاری و چندین روش دیگر برای اصلاح و تغیرشکل مواد خام فلزی ، همراه با یک سیستم تغذیه خودکار باشد.
مهرزنی (پرس کاری) فرایندی است که در آن صفحهٔ صاف فلز به صورت سیم پیچ ورق یا ورق صاف وارد 

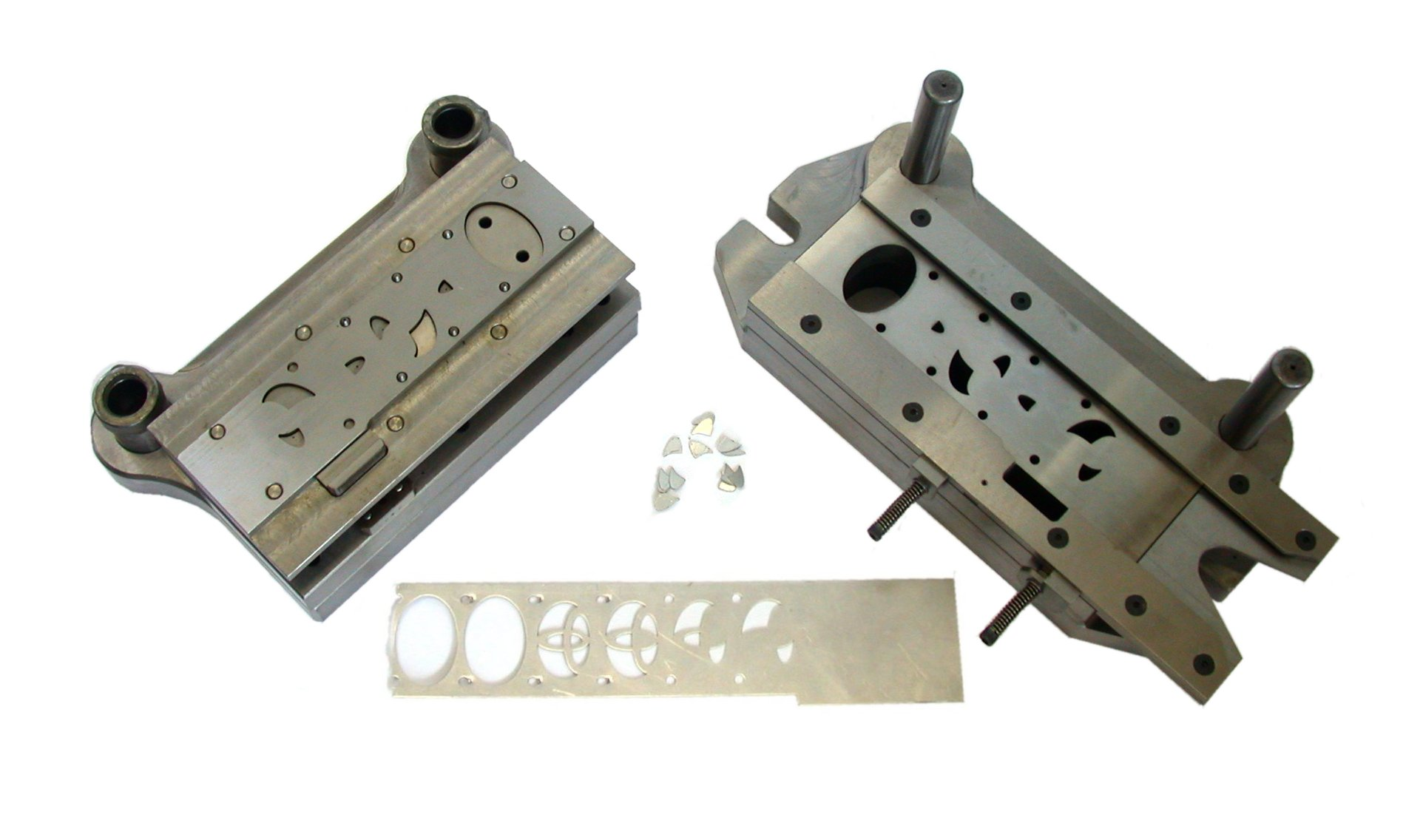
Progressive (punch and blanking) die with strip and punchings

دستگاه مهر زنی می‌شود و در آن توسط یک ابزار و یک قالب، تحت فشار قرار گرفته و شکل نهایی را تولید می‌کند. فرایند مهرزنی، فرایندهای شکل‌دهی ورق مختلفی همچون، منگنه زنی توسط ماشین پرس یا مهرزنی، منبت کاری، خم کاری، حکاکی، فلنج زنی و سکه زنی را شامل می‌شود. مهر زنی می‌تواند تک مرحله‌ای باشد؛ به این صورت که هر ضربهٔ دستگاه پرس، شکل مطلوب ورق فلز را تولید کند یا اینکه می‌تواند از سلسله‌ای از مراحل ضربه زنی تشکیل شود که در این مقاله به بررسی مهرزنی پیش رونده میپردازیم که در ان مجموعه‌ای از قالب‌ها در یک ردیف قرار گرفته‌اند و نواری از ماده از میان آن‌ها می‌گذرد و این عملیات‌ها به صورت مرحله‌ای بر روی آن انجام می‌شوند.

سیستم تغذیه یک نوار فلزی را به حرکت در می اورد. در هر ایستگاه یک یا چند عملیات  انجام می شود و این امر تا زمانی که یک قطعه ساخته شودتکرار میشود. ایستگاه نهایی عملیات cuttoff را انجام میدهد و قطعه ما را از شبکه حمل جدا می کند. تار حمل همراه با فلزی که در عملیات قبلی سوراخ شده است به عنوان ضایعات فلزی در نظر گرفته می شوند. هر دو  بریده می شوند (یا از قالب ها خارج می شوند) و سپس از مجموعه خارج می شوند .
در قالب‌ چند مرحله‌ای (Progressive dies) از نوار ورق برای تولید قطعه‌ای تمام شده استفاده می‌شود. در این نوع قالب‌ها نوار ورق بین ایستگاه‌های مختلف مرحله به مرحله حرکت می‌کند و در هر ایستگاه فرآیندی خاص مثل برش، خم و کشش بر روی آن انجام می‌گیرد. با انجام این مراحل قطعه‌کار به صورت تدریجی به شکل مطلوب در می‌آید و در نهایت از نوار تغذیه جدا می‌شود. تمام عملیات توضیح داده شد، در یک قالب چند مرحله ای انجام می‌شود. در این فرآیند از اجزایی برای موقعیت دهی دقیق و راهنمایی نوار ورق استفاده می‌شود. در اطراف دهانه لبه برشی ماتریس معمولا برای موقعیت دهی و راهنمایی از پین موقعیت دهنده استفاده می‌شود. از پین قرار نیز می‌توان در سنبه برای کنترل پیشروی استفاده کرد. این نوع قالب‌ها معمولا در پرس‌های مکانیکی استفاده شده، برای تغذیه نوار ورق از یک ایستگاه به ایستگاه بعدی از دستگاه فیدر استفاده می‌شود.
سوراخ کاری و برش کاری نیز می‌توانند زیر مجموعهٔ مهر زنی به حساب بیایند.
سوراخکاری گونه‌ای فرایند برش است که با استفاده از مته یک سوراخی با مقطع دایره‌ای روی قطعات ایجاد می‌شود. مته نوعی ابزار برش است که از مقاطع مختلف تشکیل شده که با سرعتی از صد تا هزاران دور بر دقیقه گردش می‌کند. در اثر پیشروی، لبه‌های مته نیروی زیادی به قطعه وارد کرده و سوراخکاری انجام  می‌گردد. حرکت برشی اولیه، چرخش مته است. در حالیکه پیشروی، حرکت مته در امتداد محور دوران آن به درون قطعه کار می‌باشد.
از آنجایی که کار اعمالی در هر ایستگاه قالب انجام می‌شود، مهم است که نوار به‌طور بسیار دقیقی پیشروی شود تا هنگام حرکت از ایستگاهی به ایستگاه دیگر به مشکل نخوریم. نظاره گر برای اطمینان از این تراز، سوراخ‌های گردی را که قبلاً سوراخ شده‌اند در نوار وارد می‌کند، زیرا مکانیسم تغذیه معمولاً نمی‌تواند دقت لازم را در طول تغذیه ارائه دهد.
یکی از مزایای این نوع پرس زمان چرخه تولید است. بسته به نوع قطعه، تولیدات به راحتی می توانند به بیش از 800 قطعه در دقیقه نیز برسند. یکی از معایب این نوع پرس این است که برای کشش عمیق با دقت بالا که عمق مهر زنی بیشتر از قطر قطعه باشد مناسب نیست. در صورت نیاز در بعضی مواقع، این فرآیند بر روی یک پرس انتقال انجام می شود که با سرعت کمتری کار می کند و به انگشتان مکانیکی تکیه می کند تا قطعه را در تمام چرخه شکل دهی در جای خود نگه دارد.
سایر معایب پرس های پیشرونده در مقایسه با پرس های انتقالی عبارتند از: افزایش ورودی مواد خام مورد نیاز برای انتقال قطعات، ابزار بسیار گران تر، عدم امکان انجام فرآیندهایی در پرس که نیاز به خروج قطعه از نوار دارند (به عنوان مثال مهر زنی، necking، پیچش فلنج، نورد نخ ، مهر زنی چرخشی و غیره ).
قالب‌ها معمولاً ازجنس فولاد ابزاری ساخته می‌شوند تا در برابر بار ضربه‌ای بالا مقاومت کنند، تیزی لبه برش را حفظ کنند و در برابر سایندگی نیروهای درگیر مقاومت کنند.
برایندگیری هزینه بر اساس ابزار استفاده شده و تعداد انها  صورت میگیرد. بهتر است که ویژگی ها را تا حد امکان ساده نگه داریم تا هزینه ابزارآلات را به حداقل برسانیم. عواملی که نزدیک به هم هستند مشکل ایجاد می کنند زیرا ممکن است فاصله کافی برای پانچ ایجاد نکنند و همین این امر موجب بوجود امدن ایراد در ایستگاه دیگری شود. همچنین بریدگی ها و برجستگی های باریک نیز می توانند مشکل ساز شوند.
از محصولات تولید شده به وسیله ی قالب پیش رونده میتوان به درب قوطی نوشابه اشاره کر وهمچنین  کالیپرهای ترمز خودروهای مختلف دارای صفحاتی هستند که به شکل خمیده میباشند و احتمالاً با استفاده از این روش بریده می شوند.

## کاربرد در صنعت
مهرزنی فلز می‌تواند بر اساس کیفیت فلز کاری مواد مختلف برای کاربردهای متعددی در گسترهٔ وسیعی از صنعت استفاده شود. بر اساس مزیت‌های مورد نیاز هر کاربرد خاص، ممکن است به انجام فرایندهایی یا تغییر شکل‌هایی بر فلز پایه (فلز معمول یا آلیاژهای کم‌یاب) نیاز باشد. بعضی از صنایع به هدایت الکتریکی یا حرارتی مس-برلیوم نیاز دارند، مانند صنایع هوافضا، برقی و دفاع؛ یا بعضی از آن‌ها مثل صنایع خودروسازی به استحکام بالا ی فولاد و آلیاژهای متعدد آن نیاز داشته باشند. مهرزنی صنعتی برای صنایع زیر استفاده می‌شود:
هوافضا
کشاورزی
لوازم خانگی
خودروسازی
تجاری
الکترونیک
روشنایی
قفل سخت‌افزاری
دریایی
پزشکی
لوله کشی
ابزار قدرت
موتورهای کوچک